# Epermenia ochreomaculellus
Epermenia ochreomaculellus — вид лускокрилих комах родини зонтичних молей (Epermeniidae).

## Поширення
Вид поширений в Південній Європі від Піренейського півострова до Болгарії, на Кавказі, в Азії від Лівану до Монголії.

## Підвиди
- Epermenia ochreomaculellus ochreomaculellus (Європа та Кавказ)
- Epermenia ochreomaculellus asiatica Gaedike, 1979 (Азія)